# Kastyxa

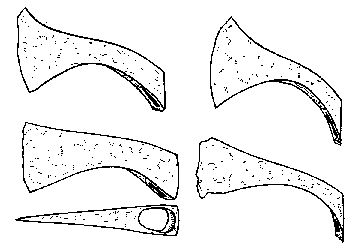
Olika typer av francisca, den frankiska kastyxan.

En kastyxa är en yxa avsedd som kastvapen.
Militära kastyxor har ofta kort skaft. De var under merovingertiden nationalvapnet för frankerna under namnet franciska och förekom i England under hela medeltiden. Gravfynd visar även liknande kastyxor bland övriga europeiska folk och i Östeuropa förekom de ända in på 1600-talet. Av en snarlik typ var den i Böhmen och Ungern av herdar ända in på 1900-talet använda sekina. En annan typ av kastyxa uppträdde under 1300-talet och tillhörde under 1400-talet krigarens allmänna beväpning. Detta vapen var helt i stål och försett med i olika riktningar utgående skarpslipade spetsar, och liknade de in i modern tid använda afrikanska kastknivarna. Med skjutvapnens införande försvann kastyxan som krigsvapen men förekom på 1500-talet som tornérvapen i strid till fots.